# Team Type 1/Saison 2010
Dieser Artikel listet Erfolge und Mannschaft des Radsportteams Type 1 in der Saison 2010 auf.

## Saison 2010

### Erfolge in der Continental Tour
| Datum     | Rennen                   | Kat. | Fahrer          |
| --------- | ------------------------ | ---- | --------------- |
| 28. März  | 3. Etappe Tour du Maroc  | 2.2  | Aldo Ino Ilešič |
| 1. April  | 7. Etappe Tour du Maroc  | 2.2  | Aldo Ino Ilešič |
| 4. April  | 10. Etappe Tour du Maroc | 2.2  | Aldo Ino Ilešič |
| 18. April | 1. Etappe Vuelta Mexico  | 2.2  | Aldo Ino Ilešič |
| 31. Juli  | 4. Etappe Tour do Rio    | 2.2  | Aldo Ino Ilešič |
| 1. August | 5. Etappe Tour do Rio    | 2.2  | Aldo Ino Ilešič |

### Zugänge – Abgänge
| Zugänge           | Team 2009                  | Abgänge          | Team 2010                |
| ----------------- | -------------------------- | ---------------- | ------------------------ |
| Javier Mejías     | Fuji-Servetto              | Matthew Wilson   | Garmin-Transitions       |
| Davide Frattini   | Colavita/Sutter Home       | Darren Lill      | Fly V Australia          |
| Alexei Schmidt    | Moscow                     | Jesse Anthony    | Kelly Benefit Strategies |
| Thomas Rabou      | Rabobank Continental       | Ian Macgregor    | Kelly Benefit Strategies |
| Thomas Soladay    | Team Mountain Khakis EP-NO | Moisés Aldape    | Orven                    |
| Martijn Verschoor | Asito Craft Cycling Team   | Phil Southerland | Karriereende             |
| Scott Stewart     | Priority Health (2006)     | Daniel Holt      | Unbekannt                |
| Alex Bowden       | Neoprofi                   |                  |                          |

### Mannschaft
| Name               | Geburtstag         | Nationalität       |
| ------------------ | ------------------ | ------------------ |
| Alex Bowden        | 29. Dezember 1989  | Vereinigte Staaten |
| Fabio Calabria     | 27. August 1987    | Australien         |
| Romain Chaudoy     | 10. Januar 1987    | Frankreich         |
| Michael Creed      | 8. Januar 1981     | Vereinigte Staaten |
| William Dugan      | 15. Januar 1987    | Vereinigte Staaten |
| Joe Eldridge       | 16. Juni 1982      | Vereinigte Staaten |
| Davide Frattini    | 6. August 1978     | Italien            |
| Ken Hanson         | 14. April 1982     | Vereinigte Staaten |
| Aldo Ino Ilešič    | 1. September 1984  | Slowenien          |
| Christopher Jones  | 6. August 1979     | Vereinigte Staaten |
| Walerij Kobsarenko | 5. Februar 1977    | Ukraine            |
| Javier Mejías      | 30. September 1983 | Spanien            |
| Shawn Milne        | 9. November 1981   | Vereinigte Staaten |
| Thomas Rabou       | 12. Dezember 1983  | Niederlande        |
| Alexei Schmidt     | 17. April 1983     | Russland           |
| Thomas Soladay     | 20. August 1983    | Vereinigte Staaten |
| Scott Stewart      | 2. Februar 1987    | Vereinigte Staaten |
| Martijn Verschoor  | 4. Mai 1985        | Niederlande        |